# Kobenbour
Kobenbour (luxembourgeois: Kuebebuer) est une section de la commune luxembourgeoise de Bech située dans le canton d'Echternach.